# Sarzano/Sant’Agostino metróállomás
Sarzano/Sant’Agostino egy metróállomás Olaszországban, Genova városában a Genovai metró 1-es vonalán.

## Nevezetességek a közelben
| Név                               | Típus                   | Koordináta | Kép |
| --------------------------------- | ----------------------- | --- | --- |
| Chiesa di Santa Maria di Castello | templom kolostor múzeum | é. sz. 44,405767°, k. h. 8,928997°44.405767°N 8.928997°E é. sz. 44,406116°, k. h. 8,929049°44.406116°N 8.929049°E |     |
| Embriaci Tower                    | torony                  | é. sz. 44,40591°, k. h. 8,92936°44.405910°N 8.929360°E                                                            |     |
| Porta Soprana                     | erődítmény              | é. sz. 44,405583°, k. h. 8,934667°44.405583°N 8.934667°E                                                          |     |
| San Donato                        | templom                 | é. sz. 44,405833°, k. h. 8,931944°44.405833°N 8.931944°E                                                          |     |
| Sant'Agostino                     | former church           | é. sz. 44,40500°, k. h. 8,93214°44.405000°N 8.932140°E                                                            |     |
| Genovai kikötő                    | kikötő                  | é. sz. 44,404°, k. h. 8,904°44.404000°N 8.904000°E                                                                |     |

## Kapcsolódó állomások
A metróállomáshoz az alábbi állomások vannak a legközelebb:
- De Ferrari (Brignole, Genoa Metro)
- San Giorgio (Brin, Genoa Metro)